# 西部方面対舟艇対戦車隊
西部方面対舟艇対戦車隊（せいぶほうめんたいしゅうていたいせんしゃたい、JGSDF Western Army Ground-to-Ship and Anti-Tank Unit: WA GS&AT）は、陸上自衛隊玖珠駐屯地（大分県玖珠郡玖珠町）に駐屯する西部方面隊直轄（平時第8師団隷属）の普通科（対舟艇対戦車）部隊である。

## 概要
「96式多目的誘導弾システム」を装備し、西部方面隊隷下作戦部隊では最大の対舟艇・対機甲火力戦闘部隊を持つ普通科部隊である。『西部方面』を名乗っているが平時は第8師団隷下であり、有事の際は西部方面総監隷下に直属変更を行う、という特殊な部隊運用を受けている。普通科連隊の対戦車小隊・西部方面戦車隊と共に対舟艇・対機甲戦闘を行うとともに、西部方面隊隷下諸部隊への火力支援を行う。「隊」を名乗るが、部隊は大隊に準ずる部隊のため、指揮官は2等陸佐が充てられる。
前々身は、1962年（昭和37年）に湯布院駐屯地で編成された「75mm無反動砲」を装備する第4対戦車隊であり、1977年（昭和52年）に第4戦車大隊とともに玖珠駐屯地に移駐した。
第4対戦車隊当時「75mm無反動砲」、「106mm無反動砲」、「64式対戦車誘導弾」、「87式対戦車誘導弾」へと最新の対戦車火力装備に更新を進めてきた。
2002年（平成14年）に「96式多目的誘導弾システム」の装備を受けて、前身である第4対舟艇対戦車隊に一度改編している。
2013年（平成25年）3月26日に第4師団の改編に伴い、第4対舟艇対戦車隊を一度廃止し、方面直轄部隊として再編したうえで編成完結を行っている。改編に伴い、隷属先の指定を従来の第4師団としていた。
2015年（平成27年）に名称称を維持したまま第8師団へと配属替えを行っている。

## 沿革
第4対戦車隊
- 1962年（昭和37年）8月15日：第4対戦車隊が湯布院駐屯地において編成完結[1][3]。
- 1966年（昭和41年）3月10日：第4対戦車隊が湯布院駐屯地から玖珠駐屯地に移駐[1][2][3]。
- 1990年（平成02年）3月26日：第4対戦車隊に重MAT小隊を新編。
- 2002年（平成14年）3月26日：第4対戦車隊（玖珠駐屯地）を廃編。

第4対舟艇対戦車隊
- 2002年（平成14年）3月27日：96式多目的誘導弾システムを装備する第4対舟艇対戦車隊が玖珠駐屯地に新編[1]。
- 2003年（平成15年）3月27日：後方支援体制変換に伴い、整備機能を第4後方支援連隊第2整備大隊対舟艇対戦車直接支援隊へ移管。
- 2013年（平成25年）3月25日：第4対舟艇対戦車隊（玖珠駐屯地）を廃編。

西部方面対舟艇対戦車隊
- 2013年（平成25年）3月26日：第4師団の改編に伴い、第4対舟艇対戦車隊を発展改組し、西部方面対舟艇対戦車隊が玖珠駐屯地に新編[1]。整備支援のため第4後方支援連隊第2整備大隊の一部から西部方面後方支援隊第302対舟艇対戦車直接支援隊を新編。改編後も第4師団に隷属。
- 2015年（平成27年）3月26日：平時隷属を第4師団から第8師団に隷属変更[4]。整備支援担任の第302対舟艇対戦車直接支援隊を第8後方支援連隊隷下に隷属変更。

## 部隊編成
- 西部方面対舟艇対戦車隊本部
- 西部方面対舟艇対戦車隊本部付隊
- 第1対舟艇対戦車小隊
- 第2対舟艇対戦車小隊
- 第3対舟艇対戦車小隊

装備車両の部隊表示は、全て「西方対舟」

## 支援部隊
第4対舟艇対戦車隊
- 第4後方支援連隊第2整備大隊対舟艇対戦車直接支援隊「4後支-2-対舟」（玖珠駐屯地）：2003年（平成15年）3月27日から2013年（平成25年）3月25日の間。

西部方面対舟艇対戦車隊
- 第302対舟艇対戦車直接支援隊「302対直支」（玖珠駐屯地）：2013年（平成25年）3月26日から

## 主要装備
- 96式多目的誘導弾システム
- 1/2tトラック / 73式小型トラック
- 1 1/2tトラック / 73式中型トラック
- 3 1/2tトラック / 73式大型トラック
- 89式5.56mm小銃